# Daniel Fulthorpe Gooch

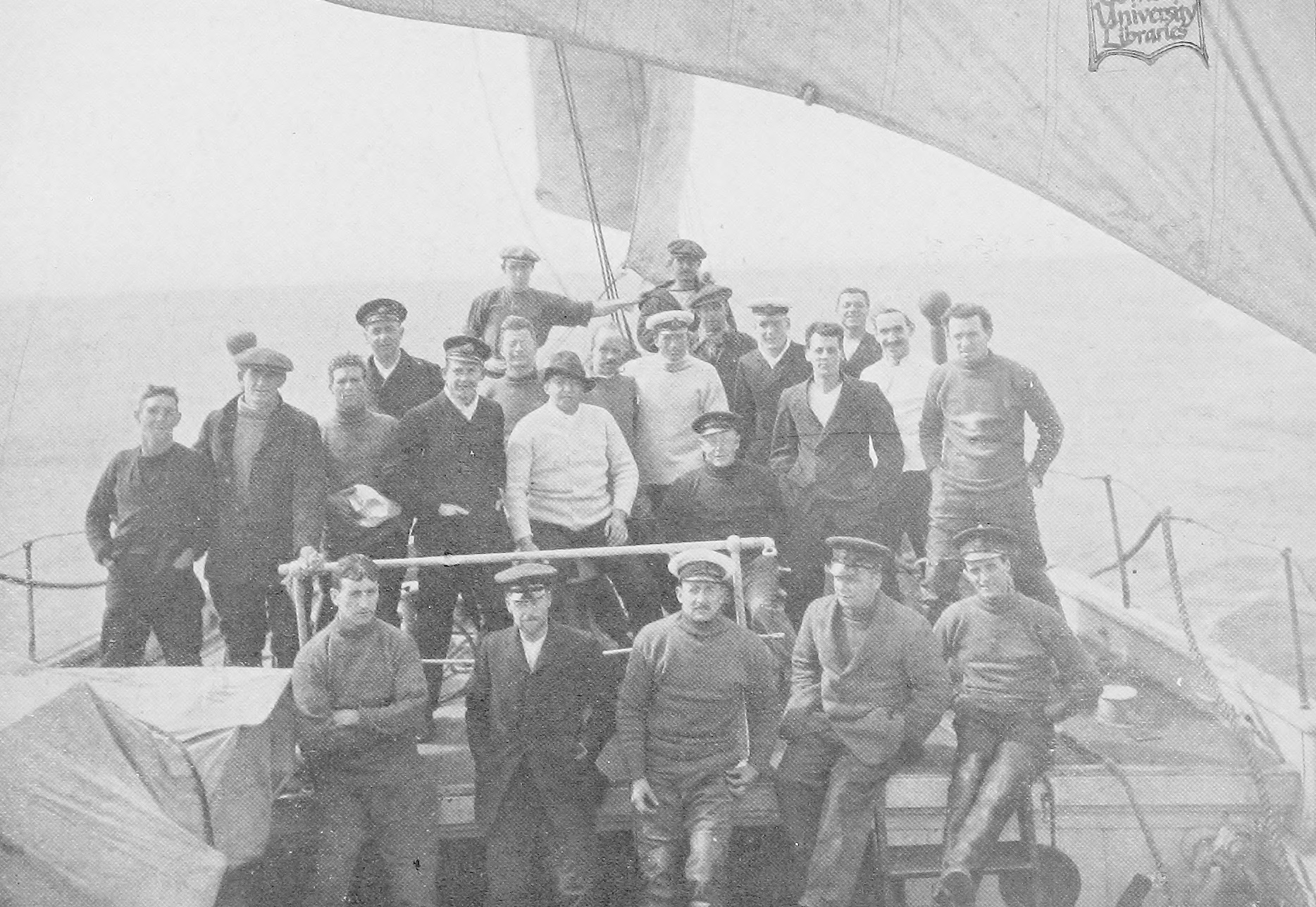
Daniel Fulthorpe Gooch (mit schwarzer Schirmmütze hinter der weißen Reling sitzend) an Bord der Endurance (1914)

Sir Daniel Fulthorpe Gooch, 3. Baronet (* 25. Mai 1869 in Llanrwst, Conwy County Borough, Wales; † 22. Dezember 1926 in Totton, Hampshire, England) war ein britischer Adliger, der an der Endurance-Expedition (1914–1917) des britischen Polarforschers Ernest Shackleton beteiligt war.

## Leben

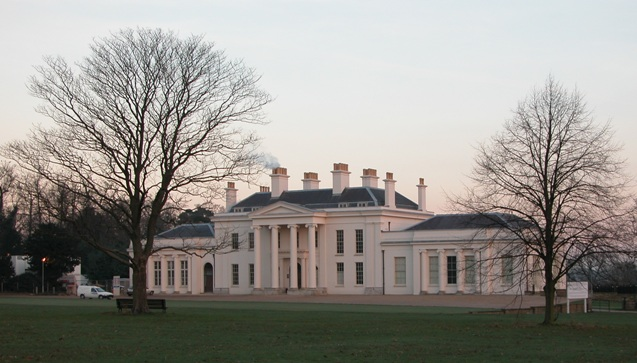
Hylands House, von 1907 bis 1920 Wohnsitz der Familie Gooch

Daniel Fulthrope Gooch wurde im Norden von Wales geboren. Sein Vater Sir Henry Daniel Gooch, 2. Baronet (1841–1897), war Eigner eines Schieferbergwerks, sein Großvater Sir Daniel Gooch, 1. Baronet (1816–1889), war Vorsitzender der Great Western Railway und Abgeordneter im House of Commons. Gooch absolvierte seine Ausbildung am College Trinity Hall der Universität Cambridge. 1896 heiratete er Mary Winifred Monro (1874–1921), mit der er je zwei Söhne und Töchter bekam. Sein älterer Sohn Lancelot (1897–1915) diente im Ersten Weltkrieg bei der Royal Navy als Midshipman auf der HMS Implacable und starb am 4. Oktober 1915 auf Malta an den Folgen einer Grippeerkrankung. Beim Tod seines Vaters erbte Daniel Fulthrope Gooch 1897 dessen Adelstitel als 3. Baronet, of Clewer Park in the County of Berks. 1907 erwarb er das Anwesen Hylands House bei Chelmsford, auf dem er große gesellschaftliche Feste ausrichtete, wie z. B. zur Krönung von George V. Gooch züchtete Greyhounds, nahm an Jagden teil und segelte gern. Zeitweise hatte er auch das Amt eines Justice of the Peace für Berkshire inne.
Im Jahr 1914 unterstütze er Ernest Shackleton bei den Vorbereitungen zu dessen zweiter eigener Antarktisexpedition. Nachdem sich Shackleton gegen zwei andere Optionen als Musher entschieden hatte, erklärte sich Gooch bereit, diesen Posten bei der Forschungsreise zu übernehmen. Er sorgte für den Transport der Schlittenhunde nach Buenos Aires. Nachdem er jedoch nach der Ankunft in Grytviken auf Südgeorgien erfahren hatte, dass die britische Regierung die Nutzung seines Anwesens in Chelmsford als Militärkrankenhaus im Ersten Weltkrieg infrage stellte, kehrte er kurzerhand nach England zurück.
Im Jahr 1920 verkaufte er Hylands House und zog nach Totton nahe Southampton, um dort seiner Passion für das Segeln nachgehen zu können. Im Jahr darauf starb seine Frau und 1923 musste ihm ein Bein amputiert werden. Daniel Fulthrope Gooch starb 1926 im Alter von 57 Jahren an den Folgen einer Lungenentzündung. Sein Adelstitel fiel bei seinem Tod an seinen jüngeren Sohn Robert Douglas Gooch (1905–1989) als 4. Baronet.